# Dikwillem
Dikwillem (africâner) ou Dicker Wilhelm (alemão), também conhecido como Garub-Berg ou Garubberg, é uma montanha na Namíbia, bem visível de uma grande distância e de todas as direções. Dikwillem tem uma altitude de 1496 metros. A montanha fica dentro do Deserto do Namibe, cerca de 15 quilômetros ao norte da Estrada Nacional B4 e cerca de 80 quilômetros a leste de Lüderitz.